# Бхаи Сати Дас
Бхаи Сати Дас (в.-пандж. ਭਾਈ ਸਤੀ ਦਾਸ; ум. 10 ноября 1675, Дели) — один из первых мучеников сикхизма, младший брат Бхаи Мати Даса.

## Биография
Происходил из семьи браминов, был одним из четырёх сыновей Бхаи Хира Нанда (ум. 1657). После смерти отца вместе со старшим братом Бхаи Мати Дасом стали приверженцами сикхизма. Братья начали свою деятельность при Гуру Хар Кришан, а после его ухода в 1664 году перешли к Гуру Тегху Бахадуру. Вскоре после добровольной отставки Дивана (министра) Бхаи Сати был назначен на должность Вазира, а его старший брат был назначен Диваном (министром).
Летом 1675 года вместе с Гуру Бахадуром, старшим братом и Бхаи Даялой они отправились ко двору падишаха Аурангзеба. По приказу Аурагзеба они были арестованы и отправлены в тюрьму, где их должны были держать, пока они не согласятся перейти в ислам. Спустя несколько дней они предстали перед кади, которые их спрашивали о переходе в ислам. После отказа они были приговорены к пыткам и казни на глазах у Гуру; Бхаи Сати Дас был приговорён к сожжению заживо.